# Futsal Club Marlène
Il Futsal Club Marlène è una squadra olandese di calcio a 5 con sede a Heerhugowaard.

## Storia
Fondato nel 1973, il Marlène ha raccolto i frutti nella prima parte degli anni 2000 dopo molti anni nelle categorie minori. Nella stagione 2003-04 la squadra ha centrato l'accoppiata campionato e coppa. Riconfermatosi vincitore della coppa anche l'anno successivo, il Marlène nella stagione 2005-06 ottiene tutti i trofei nazionali possibili: vince il campionato battendo il Malabata e conquista anche la coppa bissando il double di tre anni prima, migliorandolo con l'affermazione nella Supercoppa dei Paesi Bassi.
Dopo questi successi, la squadra ha vinto ancora una supercoppa (2006-07) e due coppe nazionali (2006-07 e 2008-09). In ambito continentale, il Marlène ha solo sfiorato ottimi risultati: nelle due edizioni della Coppa UEFA a cui ha preso parte, è rimasto fuori per un punto dai gironi finali nel 2004-05 e solo per differenza reti dal turno élite nel 2006-07.

## Palmarès
- Campionato olandese: 3
2003-04, 2005-06, 2008-09
- Coppa dei Paesi Bassi: 7
2003-04, 2004-05, 2005-06, 2006-07, 2008-09, 2010-11, 2016-17
- Supercoppa dei Paesi Bassi: 5
2005, 2006, 2008, 2010, 2015